# Prix André-Lallemand
.
Le prix André-Lallemand est un prix scientifique triennal, dans la thématique « prix des sciences de l'univers », décerné par l'Académie des sciences, et destiné à distinguer des travaux effectués dans les différentes disciplines de l’astronomie, de préférence des travaux susceptibles d’applications dans d’autres domaines. Il a été créé en 1990 et est doté de 3 500 €.
Le prix tient son nom de l'astronome André Lallemand.

## Liste des lauréats
- 2024 - Pascal Petit, astronome à l’Observatoire Midi-Pyrénées, chercheur à l’Institut de recherche en astrophysique et planétologie[1].
- 2021 - Frantz Martinache, astrophysicien, maître de conférences à l'Observatoire de la Côte d'Azur, au sein du Laboratoire J.-L. Lagrange (Observatoire de la Côte d’Azur/CNRS /Université Côte d'Azur)[2]
- 2018 - Wlodek Kofman, astronome, directeur de recherche émérite au Centre national de la recherche scientifique à l’université Joseph-Fourier de Grenoble
- 2015 - Denis Mourard (Observatoire de la Côte d'Azur)
- 2012 - Alain Omont, directeur de recherche émérite au Centre national de la recherche scientifique, Institut d'astrophysique de Paris
- 2009 - Annie Baglin, directeur de recherche émérite au Centre national de la recherche scientifique à l’Observatoire de Paris.
- 2007 - Philippe Lemaire, directeur de recherche au Centre national de la recherche scientifique à l’Institut d’astrophysique spatiale (IAS) d’Orsay
- 2005 - Raymond Wilson, diplômé de physique de l’université de Birmingham, ingénieur opticien et consultant en optique
- 2002 - Maurice Imbert, astronome à l’Observatoire de Marseille.
- 2000 - Gérard Lemaitre, astronome 1ère classe de l’Observatoire astronomique de Marseille Provence, université d’Aix-Marseille
- 1998 - Jerry Nelson et Vogt Steven, astronomes à l'université de Californie à Santa Cruz
- 1996 - François Roddier, astronome à l'université de Hawaï.
- 1994 - Émile-Jacques Blum , astronome titulaire à l'Observatoire de Paris
- 1992 - Pierre Lacroute, ancien directeur de l'Observatoire astronomique de Strasbourg